# Kermit Erasmus
Pour les articles homonymes, voir Kermit et Erasme (homonymie).
Kermit Erasmus, né le 8 juillet 1990 à Port Elizabeth, est un footballeur international sud-africain. Il joue au poste d'attaquant.

## Biographie

### Carrière en club

#### Début de carrière
Il commence sa carrière professionnelle en 2007 à Supersport United. Il joue son premier match le 2 décembre contre Free State Stars (défaite 1-0) et marque son premier but le 4 mars 2008 contre l'Ajax Cape Town (victoire 3-2). Il est sacré champion et décide de rejoindre l'Europe.

#### Première expérience européenne

##### Feyenoord Rotterdam
Pour sa première aventure hors de ses frontières, il pose ses valises aux Pays-Bas où le Feyenoord Rotterdam s'attache ses services contre 150 000 € pour, dans un premier temps, renforcer sa réserve. Il fait ses débuts en Ligue Europa le 23 octobre, face à l'AS Nancy-Lorraine (défaite 3-0). 

##### Prêt à l'Excelsior Rottderdam
Une saison et six apparitions plus tard, il est prêté au club satellite du Feyenoord, l'Excelsior Rotterdam, en deuxième division néerlandaise où il réalise une bonne saison (11 buts en 30 apparitions). Il marque pour ses débuts le 6 août 2009, face à SC Telstar (2-2). Acteur de la montée du club en Eredivisie, il n'est pourtant pas conservé, son agent expliquant alors que le club n’a aucun intérêt financier à le garder compte tenu du salaire minimal que doivent verser les clubs aux joueurs non-européens.

#### Retour en Afrique du Sud
Kermit Erasmus retrouve ainsi son club formateur au terme de cette première aventure à l'étranger. Il reste trois saisons et remporte la Coupe d'Afrique du Sud en 2011-2012.
Déçu par le jeu pratiqué par son équipe, il rejoint les Orlando Pirates en juillet 2013. Il fait ses débuts le 8 août 2013, lors d'une défaite 1-0 contre AmaZulu. Il inscrit son premier but le 23 octobre en Telkom Knockout, contre Golden Arrows. Il remporte la Coupe d'Afrique du Sud lors de sa première saison. Lors des CAF Awards 2015, il figure sur le banc des remplaçants du Onze de l'Année après avoir réalisé sa meilleure saison au pays lors de l'exercice 2014-2015 avec 10 buts inscrits en championnat.

#### Deuxième expérience européenne

##### Stade rennais
Le 28 janvier 2016, il s'engage avec le Stade rennais en signant un contrat de deux ans et demi. Il fait sa première apparition sous le maillot breton avec la réserve en National 3 le 13 février 2016 face à la TA Rennes. À cette occasion, il marque un but, pour une victoire 5 à 0. Quelques jours plus tard, Rolland Courbis explique que Kermit est actuellement en apprentissage et que sa venue vise à renforcer l'effectif pour la saison 2016-2017. Il dispute ses premières minutes de Ligue 1 le 13 mars 2016, remplaçant Pedro Henrique lors de la réception de l'Olympique lyonnais (30e journée, 2-2). 

##### Prêt au RC Lens
Cantonné à un poste de remplaçant à Rennes, il est prêté, le 20 janvier 2017, au Racing Club de Lens pour une durée de six mois, sans option d'achat. Il rentre en jeu pour une minute de jeu en Ligue 2 le 28 janvier 2017 à Amiens (défaite 2-1) avant de réellement débuter sous le maillot nordiste trois jours plus tard en Coupe de France. Cette première titularisation coïncide avec la piteuse élimination des lensois à Bergerac (défaite 2-0), club de National 2. Remplacé dès la 52e minute, il est évincé du groupe des 16 lors des rencontres suivantes en championnat. Une cascade de blessures lui permet de réintégrer progressivement le groupe Sang et Or. Trouvant petit à petit ses marques au sein de l'effectif lensois, il débute titulaire les quatre dernières rencontres de championnat, inscrivant son seul but dans le Nord lors de la dernière journée, face à Niort (victoire 3-1).
A son retour en Bretagne, l'entraîneur Christian Gourcuff ne compte pas sur lui. En compagnie de sept autres joueurs (Zeffane, Sio, Chantôme, Cavaré, Ribelin et Saïd), il est invité à se trouver une porte de sortie. Un retour au RC Lens est ainsi évoqué lors du mois d'août 2017. Finalement, le 8 février 2018, d'un commun accord avec le club rennais, son contrat est résilié. 

##### AFC Eskilstuna
Il poursuit alors sa carrière au sein de l'AFC Eskilstuna, en Superettan. Il fait ses débuts le 15 avril, face à l'IFK Värnamo (victoire 4-0) et inscrit son premier but lors de la journée suivante, contre Helsingborgs IF (victoire 2-0). À l'issue de la saison, le club est promu en Allsvenskan via les playoffs.

##### Vitória Setúbal
Le 17 août 2018, il s'engage avec Vitória Setúbal. Il doit se contenter d'une seule apparition, le 18 novembre en Coupe de la Ligue contre Tondela (défaite 2-1).

#### Deuxième retour au pays
Afin de se relancer, il décide de revenir en Absa Premiership du côté de Cape Town City le 18 décembre 2018. Il joue son premier match le 5 janvier 2019, contre son ancien club, Supersport United (victoire 1-0). Sa première réalisation survient le 27 février, face à Mamelodi Sundowns (défaite 3-2). Il marque également lors des deux journées suivantes. 

### En sélection nationale
Faisant partie du pré-groupe pour la Coupe du monde 2010, il n'est finalement pas retenu et connait sa première sélection quelques mois plus tard lors des qualifications à la Coupe d'Afrique des nations 2012, face au Niger, le 4 septembre 2010 (victoire 2-0). Il inscrit son premier but lors de sa cinquième sélection, le 6 septembre 2013 lors de la réception du Botswana, dans le cadre des éliminatoires de la Coupe du monde 2014 (victoire 4-1).
En 2009, il participe à la Coupe du monde des moins de 20 ans avec l' équipe d'Afrique du Sud des moins de 20 ans.

#### Buts en sélection
| N° | Date             | Lieu                                          | Adversaire    | Score | Résultat | Compétition                                                        |
| -- | ---------------- | --------------------------------------------- | ------------- | ----- | -------- | ------------------------------------------------------------------ |
| 1. | 7 septembre 2013 | Moses Mabhida Stadium, Durban, Afrique du Sud | Botswana      | 1–0   | 4–1      | Éliminatoires de la Coupe du monde de football 2014 : zone Afrique |
| 2. | 25 mars 2017     | Moses Mabhida Stadium, Durban, Afrique du Sud | Guinée-Bissau | 1–0   | 3–1      | Amical                                                             |

## Palmarès

### Supersport United
- Absa Premiership
  - Champion : 2007-2008
- Coupe d'Afrique du Sud
  - Vainqueur : 2011-2012
  - Finaliste : 2012-2013
- MTN 8
  - Finaliste : 2012

### Orlando Pirates
- Coupe d'Afrique du Sud
  - Vainqueur : 2013-2014
- Telkom Knockout
  - Finaliste : 2013
- MTN 8
  - Finaliste : 2013, 2014